# Marcel Paul
Marcel Paul (12 de julio de 1900 - 11 de noviembre de 1982) fue un sindicalista y político comunista francés. También fue sobreviviente de un campo de concentración nazi y más tarde sirvió como miembro del parlamento francés.

## Biografía
Marcel Paul fue un expósito. Su fecha de nacimiento se registra el 12 de julio de 1900, fecha en que fue encontrado en el 14.º distrito de París. Comenzó a trabajar a los 13 años y se involucró políticamente a los 15 años con la juventud socialista contra la guerra.
Fue reclutado en la marina, donde se unió a los marineros que se negaron a ser esquiroles contra los trabajadores en huelga en la central eléctrica de Saint-Nazaire. Tras su baja, se estableció primero en Saint-Quentin, Aisne, y luego en París, donde trabajó como electricista. En 1923, dejó el Partido Socialista Francés y en 1927 se unió al Partido Comunista Francés (PCF), llegando a ser cercano a Maurice Thorez, aunque mantuvo sus lazos sindicales.
Fue reclutado en el ejército en 1939 durante la Guerra de broma. Paul fue hecho prisionero por los nazis, pero logró escapar y huyó a Bretaña, donde estableció contacto con el PCF y su líder regional, Auguste Havez. Paul se unió a Havez para formar una rama del partido con el objetivo de integrarse en la Resistencia Francesa. En noviembre de 1940, regresó a París y lideró un grupo insurgente, la "Organisation Spéciale" del PCF, mientras establecía conexiones con los sindicatos. La Organisation Spécial fue posteriormente renombrada como FTP-MOI.
Paul organizó un ataque contra Hermann Göring, pero fracasó. Fue denunciado y arrestado el 13 de noviembre de 1941 y torturado por los hombres de las Brigadas Especiales de la Prefectura de Policía en la comisaría de Saint-Denis. Primero fue detenido en Fontevraud-l'Abbaye, luego trasladado a Blois y entregado a los alemanes. Fue llevado a Compiègne y posteriormente deportado a los campos de concentración de Auschwitz y Buchenwald. Durante su estancia en Buchenwald, participó en la insurrección de abril de 1945. Paul también ayudó a salvar la vida de muchos prisioneros, incluido el industrial Marcel Dassault, quien más tarde se convirtió en un importante financiador del periódico del PCF, L'Humanité. Como destacado prisionero del campo de concentración de Buchenwald, Marcel Paul habló en las celebraciones de liberación en el Memorial Nacional de Buchenwald en la República Democrática Alemana (RDA).
Después de la liberación de Francia, fue nombrado ministro de Producción Industrial del gobierno provisional bajo Charles de Gaulle. Votó a favor de la nacionalización de la electricidad y el gas natural el 8 de abril de 1946, creando Électricité de France y Gaz de France. Fue vicepresidente del PCF en Haute-Vienne en la Segunda Asamblea Nacional Constituyente y sirvió en la Asamblea Nacional Francesa de 1945 a 1948, cuando renunció. Paul estuvo en el Comité Central del PCF de 1945 a 1964.
Paul fue nombrado oficial de la Legión de Honor francesa en abril de 1982. Después de la ceremonia el 11 de noviembre de 1982 en la Place de l'Étoile en París, Paul se sintió enfermo y falleció en su casa pocas horas después.

## Legado

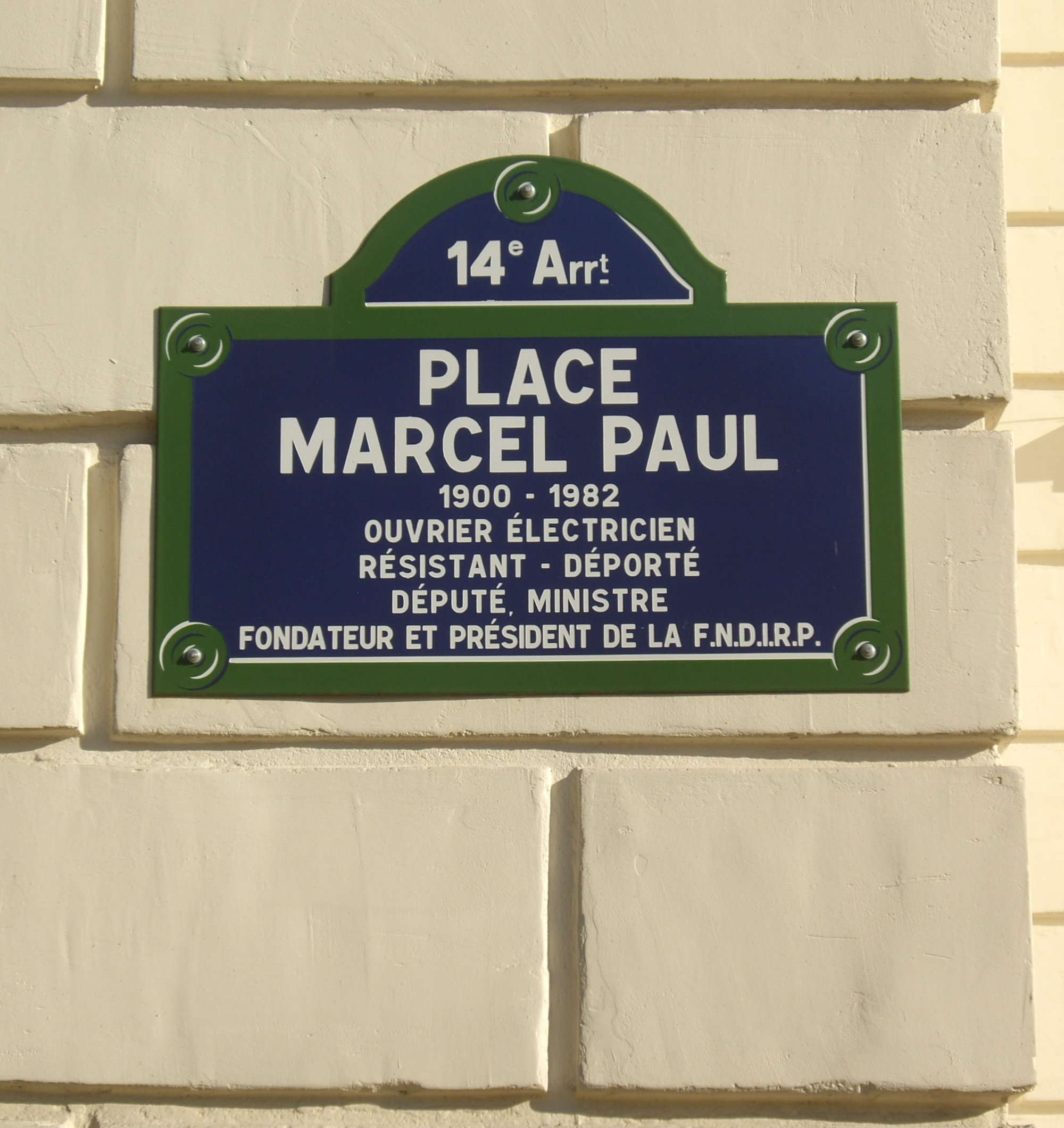
Placa que marca la plaza nombrada en honor a Marcel-Paul en París

El gran salón del consejo sindical en Saint-Denis lleva su nombre, al igual que varias calles en diversas ciudades de Francia, incluido el 14.º distrito de París. Muchas calles, avenidas, plazas, salones y estaciones de tranvía llevan su nombre. Se ha erigido una estela en su honor en lo alto del acantilado que domina el sitio nuclear de Flamanville (Mancha). En 1992, la Oficina de Correos francesa emitió un sello postal en homenaje a su memoria.

## Controversiapost mortem
Dos años después de la muerte de Paul, surgió una controversia sobre sus actividades en Buchenwald. Laurent Wetzel, un político del CDS de Sartrouville, escribió un artículo explicando su negativa a apoyar el cambio de nombre de una calle local en honor a Paul. Acusó a Paul de haber cooperado con la administración interna del campo, contribuyendo así al destino (la muerte) de varios prisioneros, y lo acusó de haber dado prioridad a los intereses de su partido. La Asociación Dora-Buchenwald y la Federación Nacional de Deportados y Internados Resistentes y Patriotas presentaron una demanda por difamación. El juicio se celebró en Versalles y se escuchó el testimonio de varios ex prisioneros de campos de concentración. Wetzel fue absuelto, pero el tribunal se negó a pronunciarse sobre la verdad histórica. Una acusación similar se había planteado contra Paul en 1946.